# Martín Menem
Martín Alexis Menem (La Rioja, 19 de abril de 1975) es un abogado, empresario y político argentino, que se desempeña como presidente de la Cámara de Diputados de la Nación desde el 10 de diciembre de 2023, ocupando el tercer puesto de la línea de sucesión presidencial inmediatamente después del presidente provisional del Senado, Bartolomé Abdala. Anteriormente ejerció como diputado provincial de La Rioja entre 2021 y 2023.

## Biografía
Martín nació el 19 de abril de 1975, en la ciudad argentina de La Rioja. Hijo del exsenador, Eduardo Menem y de la asistente social, Susana Cristina Valente. Es sobrino del expresidente Carlos Menem. A los quince años se trasladó a la Ciudad de Buenos Aires. En 1997, tras realizar estudios de Derecho en la Universidad de Belgrano, obtuvo el título de abogado. Posteriormente fundó «Gentech», una empresa de suplementos dietarios.

### Secuestro
En mayo de 2002, su hermano Fernando fue secuestrado en el barrio porteño de Núñez y liberado tres horas después en Bernal, partido de Quilmes, tras el pago de un rescate de 1800 pesos. Según fuentes judiciales y policiales, Menem fue secuestrado junto con tres amigas por ocho hombres en tres vehículos. Sin embargo, tanto Menem como su familia negaron el hecho, asegurando que nada extraño había ocurrido.
Según las versiones policiales, Fernando Menem y sus amigas fueron interceptados cerca del estadio de River Plate y llevados a Quilmes por los secuestradores, quienes inicialmente no conocían la identidad de Menem. Los secuestradores pidieron 2000 pesos por cada uno, pero finalmente aceptaron 1800 pesos. Un amigo de Menem consiguió el dinero (Patacones serie B, aceptados a disgusto por los secuestradores que no deseaban esa cuasi divisa), y el pago se realizó en Bernal, donde fueron liberados.

## Carrera política
Se inició en la política en 2021 en La Libertad Avanza, durante la campaña del partido para las elecciones legislativas encabezada por Javier Milei

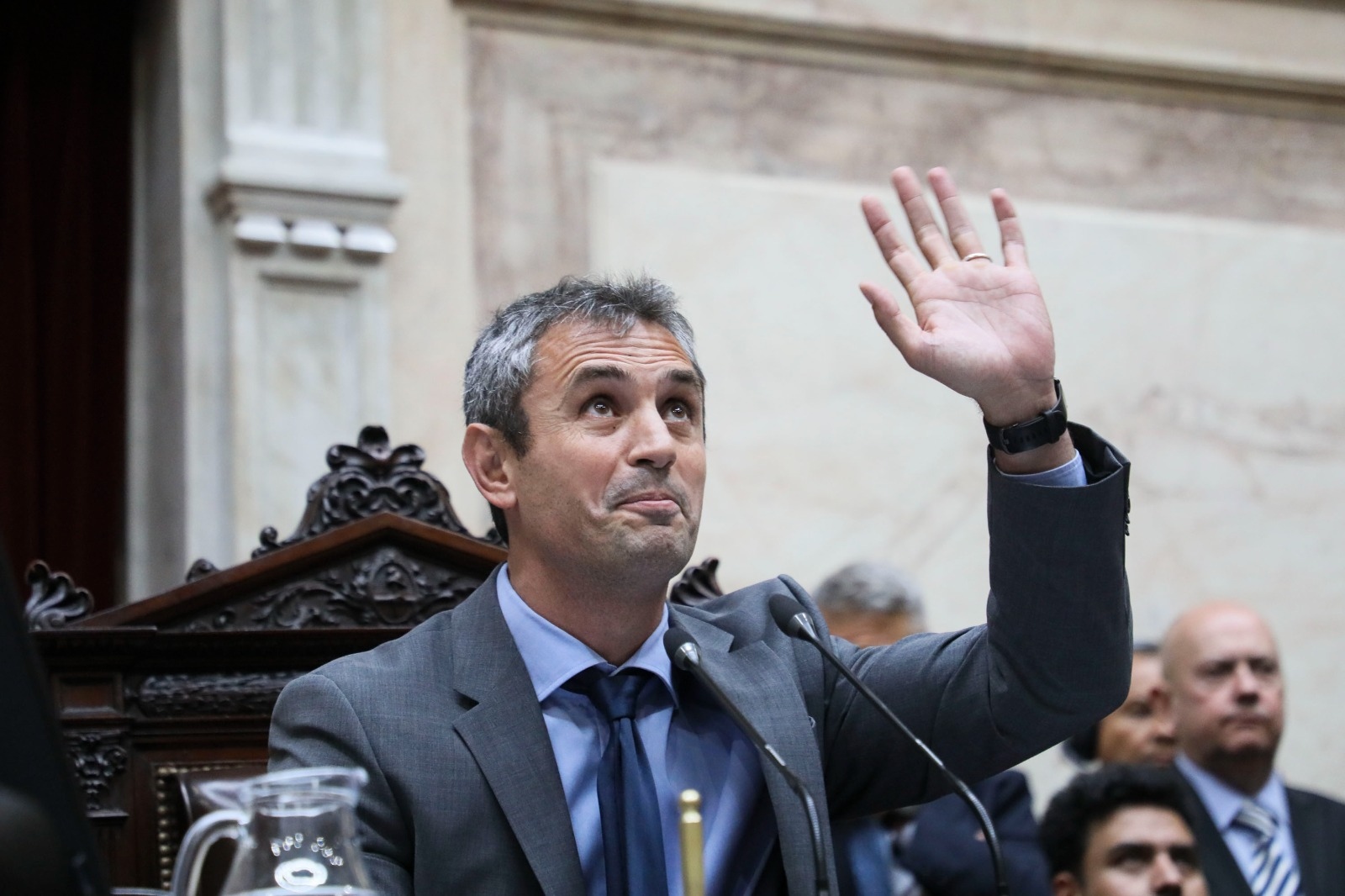
Menem tras ser electo presidente de la Cámara de Diputados.

Fue electo diputado provincial con el 11,55% de los votos, en las elecciones provinciales de 2021, con la Unión del Centro Democrático por el departamento Capital.
Fue candidato a gobernador de La Rioja, en las elecciones provinciales de mayo de 2023. Resultó derrotado, quedando tercero con el 14,70% de los votos, frente al candidato peronista Ricardo Quintela que obtuvo el 52,63% de los votos.Su postulación género controversias en la provincia destacando que hace 30 años no vivía allí.
Fue electo diputado nacional en las elecciones legislativas de 2023, por La Rioja, por La Libertad Avanza (el cual había sido fundado como partido provincial en dicho distrito) con el 38,01% de los votos. El 7 de diciembre de ese mismo año, fue electo como presidente de la Cámara de Diputadoscómo presidente de la cámara de diputados el libertario asignó un contrato por 4000 millones de pesos en seguridad a una empresa de su propiedad y a empresas de su familia de la que formó parte y fue beneficiada con la adjudicación de una licitación de su empresa de seguridad para prestar servicios al Estado Nacional.

## Pensamiento
Menem se autodefine como un defensor de las ideas de derecha y centroderecha, en parte liberal y en parte justicialista y Javier Milei lo ha definido como un «libertario puro». Sostiene que «el modelo de la libertad es el sentido común, la naturaleza del ser humano» y que el socialismo quiere imponer una manera «que la naturaleza del ser humano rechaza».
Reivindica las políticas de los noventa implementadas durante la gestión del presidente Carlos Menem y declaró que Milei es quien mejor representa las ideas de su tío (Carlos Menem) y que, si estuviera vivo, éste votaría por él.
Durante 2024, Menem se posicionó públicamente como "pañuelo celeste" (provida) en el marco de la discusión por la posibilidad de derogación de la Ley de Interrupción Voluntaria del Embarazo de Argentina:

- Yo soy provida, literal, no lo dudo, pañuelo celeste de acá a la China
- ¿Vos sabes que eso sería terrible si lo llegan a tocar?
- Hemos tocado un montón de otros intereses y no hemos dudado en eso (...) hemos trabajado mucho, así que para nosotros, yo personalmente soy provida
Menem en dialogo con Alejandro Fantino, 11 de diciembre de 2024

Esta declaración suscitó críticas de diversas figuras políticas y sociales, entre ellas la ex titular de AySA, Malena Galmarini, la exdiputada nacional Miriam Bregman, la ministra de las Mujeres, Políticas de Género y Diversidad Sexual de la provincia de Buenos Aires, Estela Díaz, la legisladora porteña Andrea D'Atri, la dirigente del Nuevo MAS, Marina Hidalgo de Robles, y la escritora Claudia Piñeiro.

## Controversias

### Representación legal de Matías Garfunkel
El 3 de junio de 2014, los jueces Gustavo Bruzzone y María Laura Garrigós de Rebori de la Sala V de la Cámara Nacional de Apelaciones en lo Criminal y Correccional confirmaron el llamado a indagatoria de Menem y su socio Adolfo Verra. Se les solicitó prestar explicaciones sobre su participación en una operación en la que el banquero Raúl Moneta habría estafado al empresario Matías Garfunkel por 18 millones de dólares. Menem y Verra, como asesores legales de Garfunkel, habrían aconsejado al empresario invertir en un grupo de radios para obtener el apoyo de Moneta en la adquisición de Telecom, pero se negaron a actuar contra Moneta cuando surgieron problemas, alegando conflicto de intereses. Tiempo después Garfunkel acusó a Menem de mala praxis y conducta engañosa, priorizando los intereses de Moneta.

### Sobre el intento de asesinato a Cristina Fernández de Kirchner
El 2 de septiembre de 2022, tras el atentado a Cristina Fernández de Kirchner, Menem expresó dudas sobre el incidente a través de la red social X. Menem sugirió la posibilidad de un supuesto "engaño" por parte del movimiento Kirchnerista. Posteriormente, condenó cualquier forma de violencia.

"No les cuesta nada intentar engañarnos nuevamente. Fueron, son y serán así mientras lo sigamos permitiendo. Papelón es poco.
Personalmente me cuesta mucho creerle al kirchnerismo debido a que en numerosas oportunidades han faltado a la verdad. No obstante repudio en todo lugar y en todo momento cualquier hecho de violencia.
Si la justicia llegara a demostrar que lo ocurrido fue un atentado, que todo el peso de la ley recaiga sobre los responsables"
Martín Menem, 2 de septiembre de 2022

El 3 de septiembre, al día siguiente, la Legislatura de la Provincia de La Rioja recibió una solicitud de destitución de Menem por parte de la Unión de Trabajadores y Trabajadoras de la Economía Popular (UTEP). La solicitud buscaba remover a Menem de su banca debido a sus declaraciones previas. La propuesta fue aprobada por la mayoría de la cámara y enviada a la Comisión de Asuntos Constitucionales para su tratamiento.
Posteriormente, Menem manifestó en redes sociales que la Legislatura había violado el artículo 93 de la Constitución de la Provincia de La Rioja, el cual estipula que ningún legislador puede ser "molestado" por las opiniones emitidas sobre el desempeño de los funcionarios.

### Críticas hacia su desempeño como legislador riojano
En agosto de 2023, la diputada local Lourdes Ortiz, cuestionó su ausentismo en la Legislatura provincial. Esto provocó una comparación con el entonces diputado nacional Milei en la Cámara de Diputados.

### Sobre el personal contratado en el Congreso de La Nación
El 1 de marzo de 2024, Menem recibió críticas negativas luego de que se revelara que el 31 de enero del mismo año su sobrino, Federico Sharif Menem, había sido designado para el cargo de director general de Secretaría Privada de la Presidencia de la Cámara Baja con un salario mensual de aproximadamente 2 millones de pesos, tratando a la designación como un ejemplo de nepotismo.

### Sobre los dichos en el tratamiento de la Ley de Medidas Fiscales
El 26 de junio de 2024, en el contexto de la discusión por la Ley sobre Medidas Fiscales Paliativas y Relevantes, Menem fue cuestionado por sus declaraciones públicas en la red social "X". Sus comentarios fueron calificados de "apriete" contra el gobernador de la provincia de La Rioja, Ricardo Quíntela. Menem mencionó específicamente a los legisladores nacionales de La Rioja: Sergio Casas, Gabriela Pedrali, Ricardo Herrera e Hilda Beba Soria, instándolos a votar a favor del proyecto de ley que incluye cambios en el blanqueo de capitales, el impuesto a los Bienes Personales, Ganancias y el Monotributo.

"Si el paquete fiscal es aprobado mañana, La Rioja va a recibir $75.000 millones extras. Espero que el gobernador Quintela Ricardo acompañe con los 4 diputados de UxP"
Martín Menem, 26 de junio de 2024

Durante ese mismo mes, el empresario Rodolfo Llanos envió masivos mensajes de texto (SMS) a diputados y asesores del Congreso, instándolos a votar a favor de la Ley Bases y el Paquete Fiscal. Llanos, referente de una cámara pyme, firmó los mensajes, exhortando a los legisladores a "honrar con su trabajo" al pueblo argentino. Fuentes parlamentarias señalaron que la base de datos con los números de teléfono podría haber sido proporcionada por la oficina de la Presidencia de la Cámara de Diputados, dirigida por Martín Menem. Aunque Llanos defendió su acción como "lobby ciudadano", su iniciativa fue vista como una grave presión sobre los legisladores.

### Sobre las visitas de diputados nacionales a condenados por delitos de lesa humanidad
El 16 de julio de 2024, el portal La Política Online reveló que un grupo de diputados y diputadas del partido La Libertad Avanza, había visitado el Complejo Penitenciario Federal VII de Ezeiza cinco días antes. Allí, se reunieron con personas condenadas por delitos de lesa humanidad durante la última dictadura militar argentina, como Alfredo Astiz, Raúl Guglielminetti y Carlos Suárez Mason.
Distintas investigaciones de medios de comunicación apuntaron a que Menem, en su rol de Presidente de la Cámara de Diputados, habría tenido conocimiento del hecho y suministrado el transporte para los funcionarios. Por otra parte, estas investigaciones involucraron a su sobrino, Sharif Menem, quien es parte de su despacho. El 20 de julio, Menem declaró que no tenía constancia del hecho y que la visita no representa la posición del partido, de La Libertad Avanza, ni del gobierno.

"Quienes hayan ido no tengo constatado que hayan ido a visitar a quienes dicen que fueron a visitar en primer término. Sé que fueron a visitar un servicio penitenciario, varios de ellos integran La Comisión de Seguridad Interior...
En segundo término dicen que utilizaron medios que yo autoricé, acá hay más de 85 vehículos que los legisladores utilizan libremente, o sea yo no puedo preguntarle a un legislador a dónde va (…) no soy un espía que tengo que controlar todo...
En tercer término no es la posición del bloque de La Libertad Avanza, no es la posición del presidente de esta cámara, ni del gobierno, son actos individuales de algunos diputados."
Menem en EDATV, 20 de julio de 2024

En relación con el hecho, el Tribunal Oral Federal N°5 de la Ciudad Autónoma de Buenos Aires, a cargo del juez Daniel Obligado, y el juez de la Cámara de Casación Penal y coordinador de la Comisión de Crímenes contra la Humanidad, Alejandro Slokar, pidieron al Ministerio de Seguridad Nacional, y a la Ministra Patricia Bullrich, que se informase "de carácter urgente" qué habría suscitado tal visita, entre otras solicitudes.
Asimismo, la Federación de Veteranos de Guerra de la Provincia de Buenos Aires y el Centro de Excombatientes de Islas Malvinas de La Plata (CECIM) expresaron su repudio al hecho. Además, diversos diputados y diputadas del Congreso reaccionaron al incidente. El bloque parlamentario de Unión por La Patria presentó un proyecto de resolución para expulsar a los legisladores implicados, de acuerdo al artículo 66 de la Constitución Nacional, y el bloque del Frente de Izquierda Unidad presentó un proyecto de resolución para repudiar lo sucedido.

### Sobre su apoyo al veto de la Ley de Financiamiento Universitario
El 9 de octubre de 2024, la Cámara de Diputados del Congreso Nacional respaldó el veto presidencial a la Ley de Financiamiento Universitario, anteriormente aprobada por el Senado Nacional. Durante dicha sesión, Menem ejerció su derecho a voto como presidente de la Cámara de Diputados, un voto no obligatorio que, al ser negativo, cambió el número de votos necesarios para alcanzar la mayoría calificada de dos tercios, tal como lo establece el artículo 83 de la Constitución Nacional, en los casos de insistencia legislativa frente a un veto presidencial. Al día siguiente, Menem calificó de "delirio" la ley y expresó su gratitud hacia los diputados diputados de Propuesta Republicana (PRO) por su apoyo.
Durante ese mes, se produjeron manifestaciones en diversas universidades del país en oposición al veto presidencial y su respaldo en el Congreso. Estas manifestaciones incluyeron vigilias en facultades, clases públicas, y tomando las sedes de sus universidades.
El 11 de octubre, en un acto de inauguración de una sede de La Libertad Avanza, Menem fue repudiado por estudiantes, docentes y no docentes de la Universidad de la Patagonia Austral (UNPA), y la Universidad Tecnológica Nacional (UTN).
El 17 de octubre, miembros de la comunidad de la Universidad Nacional de La Rioja solicitaron que Menem sea declarado como persona ''non grata'', como consecuencia de su voto en el Congreso.

### Controversia sobre datos de pobreza y graduación en Argentina
El 15 de octubre de 2024, Menem citó en la red social X un mensaje del subsecretario de Políticas Universitarias, Alejandro Álvarez, que hacía referencia a un estudio del Observatorio de Deuda Social Argentina (ODSA) de la Universidad Católica Argentina (UCA). Inicialmente, el mensaje de Álvarez indicaba que "solo el 1% de los graduados" estaba en situación de pobreza, pero posteriormente fue editado para señalar que “solo el 1% logra graduarse si son pobres”. Menem replicó el mensaje original afirmando que "solamente el 1% de los graduados" en Argentina se encontraba en situación de pobreza.
Estas declaraciones resultaron inconsistentes con el estudio de la UCA, que en realidad mostraba que el 18,7% de los jóvenes de entre 18 y 24 años, ya graduados, eran pobres o indigentes, es decir, un 17% más de lo mencionado por Menem. El titular del ODSA y coordinador del informe, Agustín Salvia, aclaró más tarde que “Menem leyó mal el gráfico”.
Sobre su participación en la promoción de $LIBRA
El 14 de febrero de 2025, el presidente de Argentina, Javier Milei, recomendó a través de la red social X la criptomoneda $LIBRA, lo que generó un escándalo político y abrió investigaciones por parte de estudios legales internacionales y el Congreso de la Nación Argentina. A raíz de este hecho, se presentó un pedido de juicio político contra el mismo.
En este contexto, figuras como Menem y el diputado José Luis Espert también compartieron el lanzamiento de $LIBRA. El episodio generó repercusiones en el ámbito político y mediático, particularmente en relación con la postura del oficialismo frente a la controversia.

### Denuncias por presunta corrupción
Martín Menem ha sido objeto de diversas denuncias y cuestionamientos públicos por presuntas irregularidades en su rol como presidente de la Cámara de Diputados de la Nación Argentina desde diciembre de 2023. Una de las principales causas judiciales en su contra se refiere a una denuncia penal vinculada a contrataciones de servicios de asistencia para personas con discapacidad realizadas con la empresa Suizo Argentina. Según la denuncia, se habrían cometido delitos contra la administración pública, incluyendo presuntos sobreprecios y vínculos contractuales sin licitación transparente.
Asimismo, las compras de servicios de catering para eventos de la Cámara de Diputados durante su gestión generaron controversia por la aparente adjudicación directa y precios significativamente elevados. Estas operaciones fueron señaladas por legisladores opositores y medios de comunicación como presuntas maniobras de favoritismo o direccionamiento.
También han surgido acusaciones no judicializadas pero de alto impacto político respecto a supuestos pedidos de coimas a diputados para asegurar votaciones clave y otras irregularidades en su labor parlamentaria para torcer la voluntad popular del cuerpo que preside. Si bien estas acusaciones no han sido formalizadas en la justicia, generaron fuertes reclamos por parte de bloques opositores y motivaron pedidos de informes internos.
Finalmente, se cuestionó la contratación de empresas para la modernización tecnológica de la Cámara Baja, donde se habrían detectado importantes sobreprecios y procesos de contratación con escasa publicidad. A pesar de los reclamos, hasta el momento no se ha transparentado la ejecución presupuestaria detallada del año 2024, lo cual ha sido objeto de críticas desde diversos sectores por la falta de rendición de cuentas.

## Historial electoral
|  | 11,55 % |

|  | 14,70 % |

|  | 32,40 % |

|  | 38,01 % |